# Colômbia nos Jogos Olímpicos de Verão de 1988
A Colômbia participou dos Jogos Olímpicos de Verão de 1988 em Seul, na Coreia do Sul. Conquistou nenhuma medalha de ouro, nenhuma de prata e uma de bronze, somando uma no total. Foi a décima segunda participação do país em Jogos Olímpicos de Verão.